# Municipio de Hörby
El municipio de Hörby (en sueco: Hörby kommun) es un municipio de Escania, la provincia más austral de Suecia. Su sede se encuentra en la ciudad de Hörby. Limita con los municipios de Eslöv al oeste, Höör al noroeste, Hässleholm al norte, Kristianstad al este, Tomelilla al sureste y con  Sjöbo al sur.

## Localidades
Hay tres áreas urbanas (tätort) en el municipio:
| # | Localidad   | Población |
| - | ----------- | --------- |
| 1 | Hörby       | 6965      |
| 2 | Ludvigsborg | 743       |
| 3 | Osbyholm    | 260       |

## Ciudades hermanas
Hörby está hermanada o tiene tratado de cooperación con:
- Pyrzyce, Polonia - inactivo
- Karasburg, Namibia
- Peć, Kosovo

## Personalidad destacada
Óskar Sverrisson, futbolista sueco-islandés